# Леошти (Татарани)
Леошти (рум. Leoști) насеље је у Румунији у округу Васлуј у општини Татарани. Oпштина се налази на надморској висини од 133 m.

## Становништво
Према подацима из 2002. године у насељу је живело 304 становника, од којих су сви румунске националности.